# Didier Grousset
Pour les articles homonymes, voir Grousset.
Didier Grousset est un réalisateur français.

## Biographie
Didier Grousset a été assistant de plusieurs réalisateurs dont Luc Besson et Claude Lelouch, avant de se lancer dans ses propres réalisations. Après avoir mis en scène Kamikaze,, il œuvre essentiellement pour la télévision.

## Filmographie partielle

### Au cinéma

#### Assistant réalisateur
- 1980 : Contes pervers / Les Filles de Madame Claude de Régine Deforges
- 1985 : Subway de Luc Besson
- 1986 : L'Unique de Jérôme Diamant-Berger
- 1986 : Un homme et une femme : vingt ans déjà de Claude Lelouch

#### Réalisateur
- 1986 : Kamikaze avec Richard Bohringer, Michel Galabru, Dominique Lavanant et Romane Bohringer
- 1990 : Rendez-vous au tas de sable avec  Richard Gotainer, Vincent Ferniot et Ged Marlon

### À la télévision
- 1990 : Rendez-vous au tas de sable avec Richard Gotainer, Thierry Fortineau et Serge Riaboukine
- 1994 : Éclats de famille (téléfilm) avec Yves Robert, Emmanuelle Riva et Clément Sibony
- 1995 : Le Fils de Paul (téléfilm) avec Bernard Yerlès, Anaïs Jeanneret et Jean-Pierre Cassel
- 1996 : Le Poteau d'Aldo (téléfilm) avec  Bernard-Pierre Donnadieu
- 2000 : Le Coup du lapin (téléfilm) avec Jean-Pierre Cassel, Danièle Lebrun et Julie Debazac
- 2001 : Dans la gueule du loup (téléfilm) avec Marc Lavoine, Natacha Lindinger et Christian Sinniger
- 2001 : Permission Moisson (du roman de Serge Martina), (téléfilm) avec Serge Martina
- 2003 : Il court, il court le furet (téléfilm) avec Barbara Schulz, Pierre Cassignard et Thérèse Liotard
- 2003 : Retour aux sources (téléfilm) avec Serge passerMartina
- 2004 : Les Passeurs (téléfilm) avec Guy Marchand et Bernard-Pierre Donnadieu[3]
- 2005 : Confession d'un menteur (téléfilm) avec Antoine Duléry, Isabelle Gélinas et Fanny Sidney
- 2006 : Le Chapeau du p'tit jésus (téléfilm) avec Serge Martina
- 2006 : Mariés... ou presque ! (téléfilm) avec Carole Richert, Yvon Back et Marc Duret
- 2007 : Un crime très populaire (téléfilm) avec Guy Marchand, Dominique Labourier,Jean-Michel Tinivelli, Alain Cauchi, Pierre Fox
- 2008 : Il faut sauver Said (téléfilm) avec Mohamed Fellag, Souad Amidou, Samia Jadda, Thomas Doucet
- 2009 : Sur le chemin de Compostelle (téléfilm) avec Serge Martina
- 2012 : La smala s'en mêle (téléfilm) avec Michèle Bernier
- 2016 : Plus belle la vie